# Айденбенц, Элизабет
Элизабет Айденбенц (нем. Elisabeth Eidenbenz; 12 июня 1913, Швейцария — 23 мая 2011, Цюрих, Швейцария) — учительница и медсестра, основавшая организацию «Матери Эльне» (на разных европейских языках: Mothers of Elne, Maternitat d’Elna, Maternidad de Elna, Maternité Suisse d’Elne). В 1939—1944 ей удалось спасти 600 детей, в основном испанских республиканцев, еврейских беженцев и цыган, спасавшихся от нацистского вторжения. Была волонтером Международной гражданской службы.

## Биография

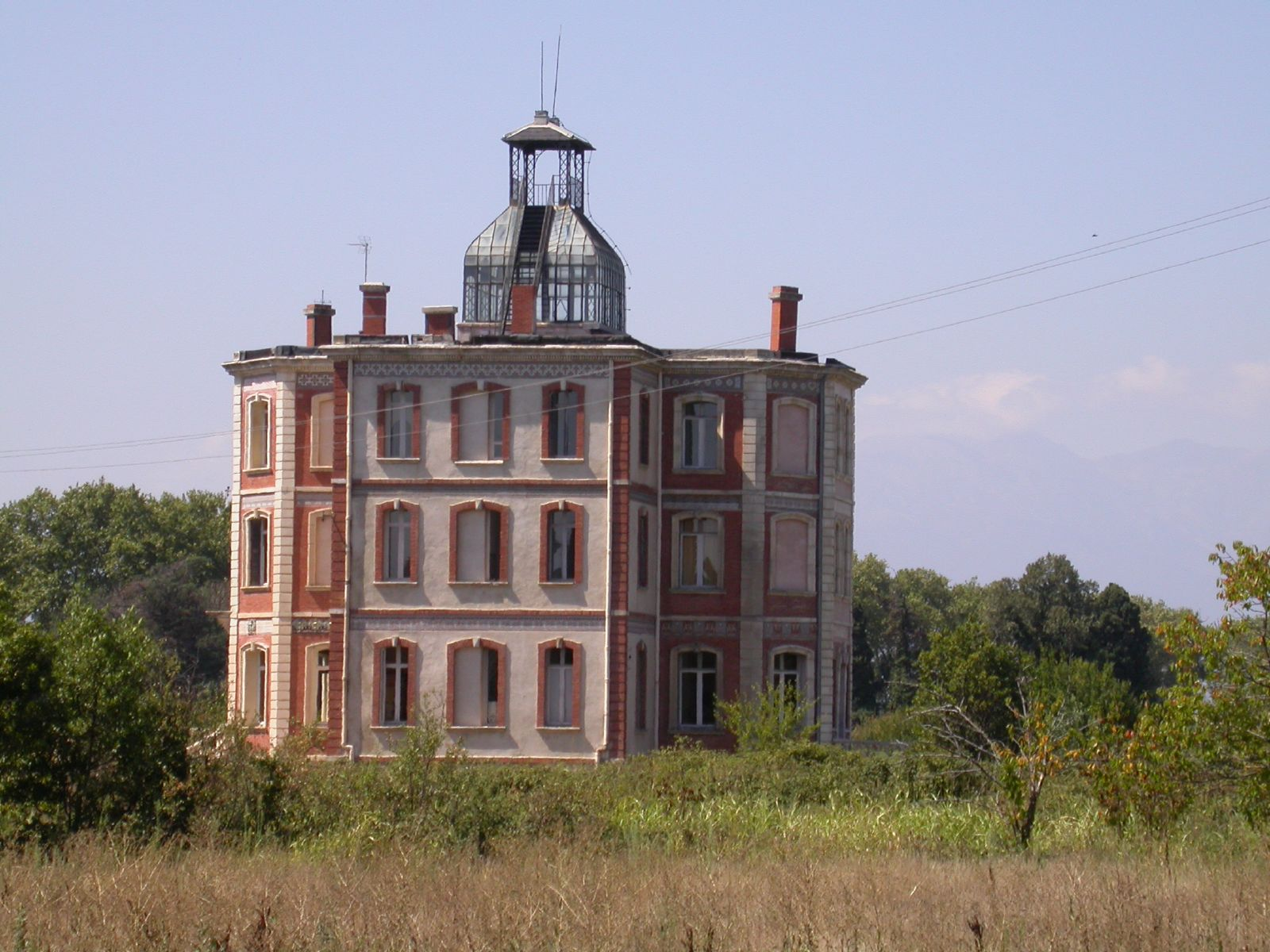
Отреставрированная больница «Матерей Эльне»

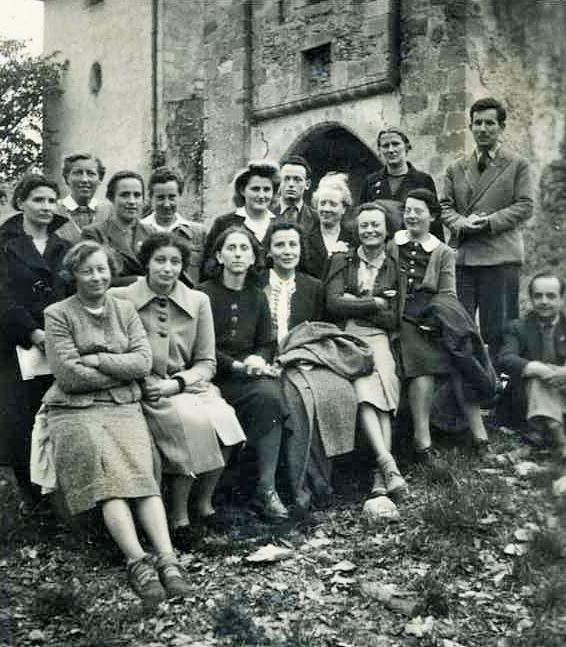
Элизабет Эйденбенц (второй ряд, вторая слева) Заседание персонала САК в Шато-де-ла-Хилль в 1941 году.

Элизабет была родом из Швейцарии. Она преподавала на родине и в Дании, а затем присоединилась к Asociación de Ayuda a los Niños en Guerra («Ассоциации помощи детям на войне»). Она помогала беременным женщинам-беженкам.

## Волонтерская деятельность

### Добровольческая помощь во время гражданской войны в Испании
Элизабет Айденбенц была одним из волонтеров Международной гражданской службы. Элизабет работала год в Валенсии и Мадриде. Уезжая в южную часть Франции для продолжения своей волонтерской деятельности, она наблюдала поток беженцев. Во Франции для них были подготовлены огромные лагеря. Элизабет вспоминала:
Только песок, без воды, без элементарных удобств. Прямо на песке высились большие здания, напоминающие бараки без окон c крышами из рефленого железа; каждый такой барак вмещал сто беженцев (Only sand, no water, no sanitary installations. On the bare sand huge windowless barrack-like buildings went up with corrugated iron roofs; each with a capacity of a hundred refugees).

## Волонтёрство (прочее)

### Помощь беременным женщинам
Элизабет принимала роды у женщин-беженцев в домах без света, далеко не все необходимое для этого было ей доступно. Она также сопровождала их, когда им надо было перебраться в другое место. Элизабет писала об условиях жизни:
Матрасы были набиты соломой, и женщины шили для своих новорожденных детей простыни и подгузники на швейных машинках, пожертвованных им норвежской организацией (The mattresses were stuffed with straw, and the women sewed their own baby blankets and nappies on a sewing machine donated by a Norwegian organization).

### Помощь детям
Вместе с другими волонтерами Элизабет прибыла в Сижан, где размещались дети, эвакуированные из домов для беженцев в Каталонии. Здесь волонтеры пытались связаться с их родителями, оставшимися в Испании, найти врача для детей и испанского учителя. В эту деятельность была вовлечена и другая известная активистка Рут фон Вильд (Ruth von Wild). Элизабет также заботилась (покупала фрукты и овощи) о детях и их родителях, разместившихся в Сен-Сиприен.

### Добровольческая помощь во время Второй мировой войны

#### Больница матерей Эльне
С началом Второй мировой войны поставка продовольствия в Сижан была под угрозой; владелец здания, где размещались дети, вернулся домой, и это тоже создало дополнительные трудности. В здании не было электричества, и оставаться в нём зимой было бы невозможно. Волонтерам пришлось отправить детей обратно в дома для беженцев и самим уехать в Швейцарию.
Через месяц после этого Элизабет с небольшой группой добровольцев приехала в Перпиньян. Рядом в городе Эльн они надеялись найти здание, которое могло бы послужить больницей для беременных женщин. Бродя по городу, Элизабет нашла необитаемое здание. Оно было заброшено, и в нём протекала крыша, однако оно было очень удобно расположено. Волонтеры попросили помощь у Цюриха, и вскоре начался ремонт. Уже в ноябре больница смогла принять первых пациенток, а в начале декабря там приняли первые роды. К весне 1940 года большинство детей из лагеря в Сижане удалось вернуть их родителям или направить во Францию. Вскоре лагерь был закрыт.

#### Работа в лагере в Ривесальт
Лагерь в Ривесальт принимал беженцев со всей Европы (Чехия, Венгрия, Австрия, Германия, Испания). Здесь принимали роды у женщин и обучали медсестер. Элизабет вместе с другими волонтерами улучшала условия проживания для матерей и детей. Для них была организована специальная столовая с молоком. Несмотря на это многие новорожденные не выжили. Элизабет работала в лагере на протяжении пяти лет. За это время в больнице родилось около 600 детей, была оказана помощь большому числу женщин. Лагерь прекратил свое существование во время Пасхи 1944 года, когда офицеры гестапо потребовали освободить здание. В дальнейшем Элизабет продолжила свою деятельность по помощи беженцам.

## Награды и память
- Звание «Праведник мира» от правительства Израиля в 2002[6].
- Почётная горожанка Эльне.
- Испанский орден Orden Civil de la Solidaridad Social, 2006.
- Каталонская награда Creu de Sant Jordi, 2006.
- Звезда ордена Почётного Легиона, Франция, 2007.
- В 2011 году в Испании была выпущена марка, посвященная Элизабет Айденбенц.
- Фильм Фредерика Голдбронна (Frédéric Goldbronn) «Больница в Эльне» (La Maternité d’Elne) , 2002[7]
- Фильм Хоуме Роурерса «Матери Эльна» (Las madres de Elna), 2008[8].
- Телефильм «Свет Эльны» (La llum d’Elna) Сильвии Кера, 2017[9].